# Wangenried
Wangenried is een gemeente en plaats in het Zwitserse kanton Bern, en maakt deel uit van het district Oberaargau.
Wangenried telt 409 inwoners.